# Tajvan a 2011-es úszó-világbajnokságon
Tajvan a 2011-es úszó-világbajnokságon négy sportolóval vett részt.

## Műugrás
Női
| Versenyző     | Esemény               | Selejtező | Selejtező | Elődöntő          | Elődöntő          | Döntő             | Döntő             |
| Versenyző     | Esemény               | Pont      | Helyezés  | Pont              | Helyezés          | Pont              | Helyezés          |
| ------------- | --------------------- | --------- | --------- | ----------------- | ----------------- | ----------------- | ----------------- |
| Shih Han Hsu  | Női 1 méteres műugrás | 146.15    | 40        |                   |                   | Nem jutott tovább | Nem jutott tovább |
| Shih Han Hsu  | Női 3 méteres műugrás | 152.00    | 41        | Nem jutott tovább | Nem jutott tovább | Nem jutott tovább | Nem jutott tovább |
| En Tien Huang | Női 1 méteres műugrás | 187.25    | 38        |                   |                   | Nem jutott tovább | Nem jutott tovább |
| En Tien Huang | Női 3 méteres műugrás | 218.70    | 37        | Nem jutott tovább | Nem jutott tovább | Nem jutott tovább | Nem jutott tovább |

## Úszás
Férfi
| Versenyző     | Esemény                         | Selejtező | Selejtező | Elődöntő          | Elődöntő          | Döntő             | Döntő             |
| Versenyző     | Esemény                         | Idő       | Helyezés  | Idő               | Helyezés          | Idő               | Helyezés          |
| ------------- | ------------------------------- | --------- | --------- | ----------------- | ----------------- | ----------------- | ----------------- |
| Hsu Chi-Chieh | Férfi 100 méteres pillangóúszás | 54.44     | 41        | Nem jutott tovább | Nem jutott tovább | Nem jutott tovább | Nem jutott tovább |
| Hsu Chi-Chieh | Férfi 200 méteres pillangóúszás | 1:59.33   | 26        | Nem jutott tovább | Nem jutott tovább | Nem jutott tovább | Nem jutott tovább |

Női
| Versenyző      | Esemény                       | Selejtező | Selejtező | Elődöntő          | Elődöntő          | Döntő             | Döntő             |
| Versenyző      | Esemény                       | Idő       | Helyezés  | Idő               | Helyezés          | Idő               | Helyezés          |
| -------------- | ----------------------------- | --------- | --------- | ----------------- | ----------------- | ----------------- | ----------------- |
| Cheng Wan-jung | Női 200 méteres pillangóúszás | 2:16.63   | 29        | Nem jutott tovább | Nem jutott tovább | Nem jutott tovább | Nem jutott tovább |
| Cheng Wan-jung | Női 200 méteres vegyesúszás   | 2:20.20   | 30        | Nem jutott tovább | Nem jutott tovább | Nem jutott tovább | Nem jutott tovább |